# Venom (postać komiksowa)

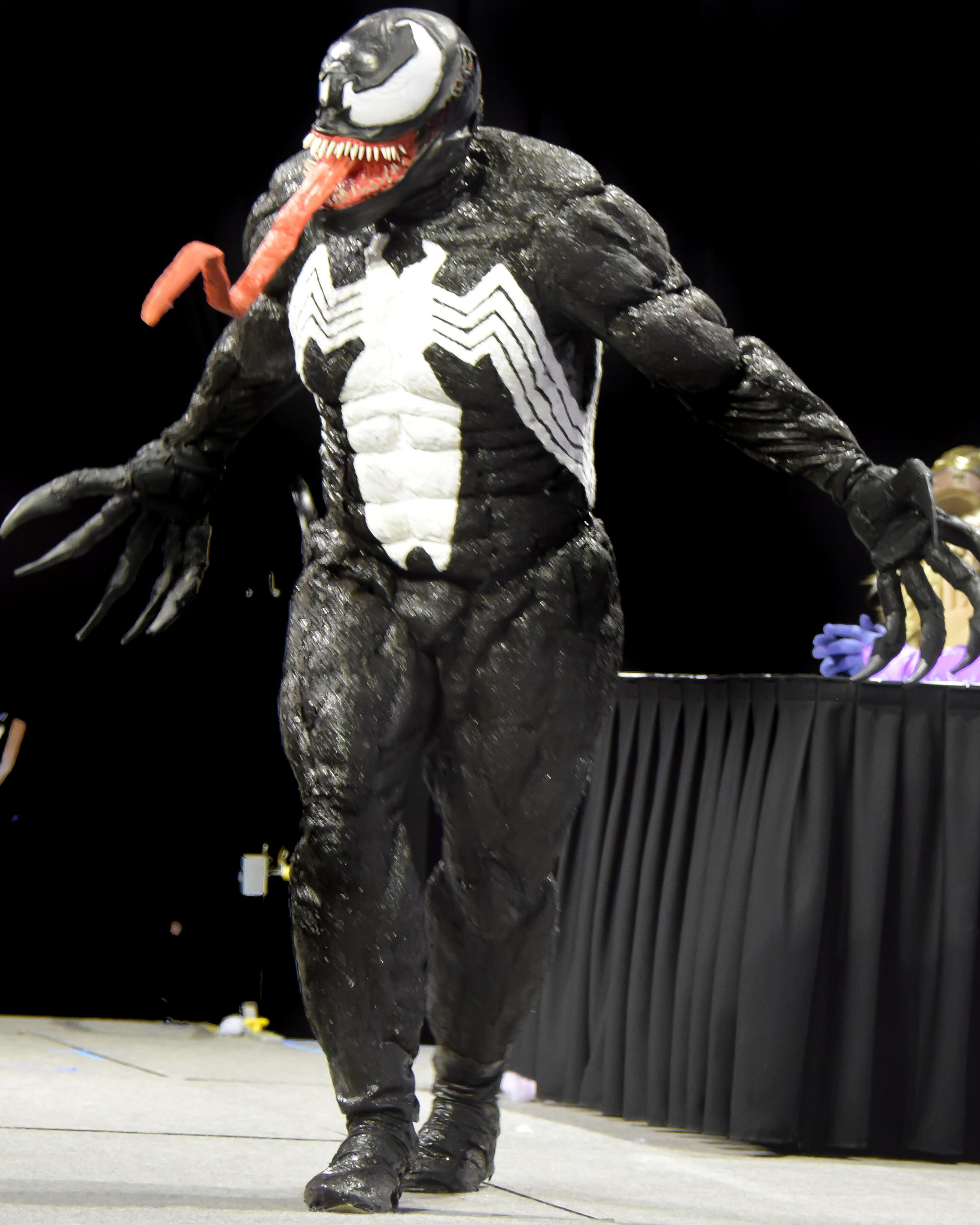
Cosplay postaci Venoma

Venom – fikcyjna postać występująca w serii komiksów Marvela. Jest jednym z głównych przeciwników Spider-Mana.

## Nosiciele
Venom to pozaziemska forma życia, która potrafi egzystować w symbiozie z człowiekiem. Symbiont pojawił się po raz pierwszy w komiksie w The Amazing Spider-Man #252, ale według chronologii uniwersum Marvela w „Superbohaterowie Marvela: Tajne Wojny” #8, a jako Venom w The Amazing Spider-Man #299. Łączył się z kilkoma postaciami komiksowymi, z których część była w związku z tym przeciwnikami Spider-Mana:
- Na początku nosicielem symbionta był sam Spider-Man.
- Eddie Brock – dziennikarz, który nienawidził Petera Parkera (Spider-Mana). Eddie obwiniał Parkera o stratę pracy, domu i pogorszenie zdrowia, natomiast symbiont stracił żywiciela, którym wcześniej był Peter.
- Angelo Fortunato – chłopiec, któremu ojciec kupił na aukcji symbionta od Eddiego Brocka.
- Macdonald „Mac” Gargan – znany wcześniej jako Scorpion, został nosicielem, gdy przyłączył się do Sinister Twelve.
- Harry Osborn – był nosicielem w kreskówce Mega Spider-Man.
- Flash Thompson – nosiciel symbionta, który sympatyzuje ze Spider-Manem, znany jako Agent Venom.
- Lee Price – obecny nosiciel, który sam z siebie jest zły, podczas gdy symbiont już nie.

## Adaptacje
- Przed premierą Spider-Mana (2002), New Line Cinema, które posiadało prawa do postaci, planowało film o Venomie. Za scenariusz odpowiadał David S. Goyer, jednak produkcja nie została zrealizowana[1].
- R.C. Everbeck jako Eddie Brock miał pojawić się w Spider-Manie (2002), jednak scena nie znalazła się w finalnej wersji filmu[2].
- Topher Grace jako Eddie Brock / Venom pojawił się w Spider-Manie 3 (2007)[3].
- W lipcu 2007 roku Avi Arad poinformował, że planowany jest solowy film o Venomie, który miałby być spin-offem trylogii o Spider-Manie[4].
- W 2018 roku swoją premierę miał film Venom z Tomem Hardym w tytułowej roli[5]. W 2021 roku zadebiutowała kontynuacja: Venom 2: Carnage[6].

## Komiksy z Venomem wydane w Polsce
| Tytuł polski                             | Tytuł angielski                        | Zawartość                                                                                            | Wydawnictwo   | Uwagi                                                                                      |
| ---------------------------------------- | -------------------------------------- | --- | ------------- | ------------------------------------------------------------------------------------------ |
| Superbohaterowie Marvela: Tajne Wojny    | Marvel Superheroes: Secret Wars        | Marvel Superheroes: Secret Wars #1-12                                                                | Hachette      | Dwutomowy komiks; symbiont pojawia się dopiero w 2. części; nosiciel - Peter Parker.       |
| The Amazing Spider-Man: Narodziny Venoma | The Amazing Spider-Man: Birth of Venom | The Amazing Spider-Man #252, 256-259, 300 oraz Web of Spider-Man #1                                  | Hachette      | 2 zeszyty zostały wcześniej wydane przez TM-Semic; nosiciele - Peter Parker i Eddie Brock. |
| Marvel Knights Spider-Man: Jadowity      | Marvel Knights Spider-Man: Venomous    | Marvel Knights Spider-Man #5-8                                                                       | Hachette      | Nosiciele - Eddie Brock i Angelo Fortanato                                                 |
| Thunderbolts: Wiara w Potwory            | Thunderbolts: Faith in Monster         | Thunderbolts #110-115 oraz materiał z Civil War: Choosing Sides                                      | Hachette      | Nosiciel - "Mac" Gargan                                                                    |
| Oblężenie                                | Siege                                  | Siege: The Cabal oraz Siege #1-4                                                                     | Hachette      | Nosiciel - "Mac" Gargan                                                                    |
| Venom                                    | Venom                                  | Venom (vol. 2) #1-5                                                                                  | Hachette      | Nosiciel - Flash Thompson                                                                  |
| The Amazing Spider-Man: Pajęcza Wyspa    | The Amazing Spider-Man: Spider-Island  | The Amazing Spider-Man #666-673, Venom #6-9, Spider-Island: Deadly Foes oraz Spider-Island Spotlight | Hachette      | Zapowiedziano 1. część; nosiciel - Flash Thompson.                                         |
| Thunderbolts: Bez Pardonu                | Thunderbolts: No Quarter               | Thunderbolts (vol. 2) #1-6                                                                           | Egmont Polska | Nosiciel - Flash Thompson                                                                  |
| Thunderbolts: Czerwony Postrach          | Thunderbolts: Red Scare                | Thunderbolts (vol. 2) #7-12                                                                          | Egmont Polska | Nosiciel - Flash Thompson                                                                  |
| Thunderbolts: Nieskończoność             | Thunderbolts: Infinity                 | Thunderbolts (vol. 2) #13-19                                                                         | Egmont Polska | Nosiciel - Flash Thompson                                                                  |
| Thunderbolts: Bez Litości                | Thunderbolts: No Mercy                 | Thunderbolts (vol. 2) #20-26                                                                         | Egmont Polska | Nosiciel - Flash Thompson                                                                  |
| Superior Spider-Man: Superior Venom      | Superior Spider-Man: Superior Venom    | Superior Spider-Man #22-26 oraz Annual #1                                                            | Egmont Polska | Nosiciele - Flash Thompson i Superior Spider-Man                                           |